# Maceo Baston
Maceo Demond Baston (Corsicana, 29 maggio 1976) è un ex cestista statunitense, professionista nella NBA e in Europa.
Famoso per le sue doti di stoppatore e schiacciatore, ricopriva i ruoli di ala grande o centro.

## Carriera
Dopo aver studiato alla Grady Spruce High School di Dallas e aver frequentato l'University of Michigan, nel 1998 è la 58ª scelta al NBA Draft, effettuata dai Chicago Bulls. La squadra dell'Illinois però non lo conferma, cedendolo ai Quad City Thunder della lega CBA. Al termine della seconda annata, è nominato giocatore difensivo della stagione 1999-2000 della CBA.

Baston a Montecatini nel 2001

Nel 2000-01 approda nella Serie A1 italiana con la maglia di Montecatini, contribuendo in maniera significativa al raggiungimento della salvezza con il suo apporto di 20,3 punti e 7,5 rimbalzi a partita, a cui unisce anche 2,6 schiacciate e 1,8 stoppate di media. Nonostante ciò, la società toscana a fine stagione fallisce e scompare.
Baston passa così alla Liga ACB, firmando con lo Juventut Badalona. Nella prima stagione spagnola mette a segno 15,9 punti, 6,6 rimbalzi, 2,6 schiacciate e 1,8 stoppate a gara. Baston inizia poi al Badalona anche una seconda stagione, ma nel febbraio 2003 sfrutta l'opportunità di accettare la chiamata NBA da parte dei Toronto Raptors. Con la franchigia canadese gioca 16 partite a 2,5 punti e 1,4 rimbalzi in 6,6 minuti di media.
Nell'estate del 2003 viene ingaggiato dal Maccabi Tel Aviv. Nel corso della parentesi triennale in Israele, Baston vince per due volte l'Eurolega, oltre a tre titoli israeliani e tre coppe d'Israele. In occasione della finale dell'Eurolega 2005-2006, persa contro il CSKA Mosca, Baston cattura 15 rimbalzi mettendo a segno un nuovo record per una finale di Eurolega. Due giorni prima, nella semifinale vinta contro il Saski Baskonia, Baston aveva stabilito un altro record, collezionando 6 stoppate in una partita di una Final Four di Eurolega.
Nel 2006-07 torna in NBA con l'ingaggio biennale da parte degli Indiana Pacers. In 47 presenze viene utilizzato in media per 8,6 minuti, durante i quali totalizza 2,9 punti e 1,6 rimbalzi. Nell'estate 2007 i Toronto Raptors lo riacquisiscono, offrendogli un ingaggio da 3,8 milioni di dollari per due anni. In una stagione gioca 15 partite a 6,9 minuti, 2,7 punti e 1,7 rimbalzi a gara. Nel 2008 torna ai Pacers, in uno scambio che porta Jermaine O'Neal e Nathan Jawai ai Raptors in cambio di T.J. Ford, Radoslav Nesterovič, Roy Hibbert e lo stesso Baston. In questa seconda parentesi con la franchigia dell'Indiana scende in campo in 27 occasioni, viaggiando a 8 minuti, 2,5 punti e 1,9 rimbalzi di media. Il 28 settembre 2009 firma un contratto non garantito con i Detroit Pistons, ma viene rilasciato il successivo 21 ottobre prima dell'inizio della stagione NBA.
Le ultime, brevi, parentesi della sua carriera sono nel 2010 al Budivelnyk Kiev in Ucraina, all'Obradoiro nella seconda serie spagnola e al Bnei HaSharon in Israele.

## Palmarès

### Squadra
- Campionato israeliano: 3

Maccabi Tel Aviv: 2003-04, 2004-05, 2005-06
- Coppa di Israele: 3

Maccabi Tel Aviv: 2003-04, 2004-05, 2005-06
- Eurolega: 2

Maccabi Tel Aviv: 2003-04, 2004-05

### Individuale
- CBA Defensive Player of the Year (2000)
- All-CBA First Team (2000)
- CBA All-Defensive First Team (2000)